# 中萩站
中萩站（日语：／ Nakahagi eki */?）是位於日本愛媛縣新居濱市，隸屬於四國旅客鐵道（JR四國）的鐵路車站。車站編號為Y30。本站只有普通列車在此停靠。雖然名稱類近，但本站與位於山口縣，隷屬JR西日本的萩站及東萩站並沒有任何關連。

## 車站結構
設有木製單層站舍1座，屬於小型站舍規模。只設有候車大堂及已改為儲物室的舊站務室及設於月台範圍內的洗手間。雖然位處兩個特急列車停車站中間，但現時卻未裝有自動售票機。
設有側式月台2個，其中2號月台為主線道，1號月台為避線。上下行特急列車皆會使用2號月台快速通過。有效長度為6輛，但由於軌道長度足夠，所以仍可讓特急列車作運轉停車。月台之間以行人天橋連接。普通列車在一般情況下，都會使用1號月台上落。月台之間以行人天橋連接。
1號月台往伊予西條站方向仍然保留已棄用的貨物月台及路軌，另一方向則設有緊急道岔。至於2號月台，原本為島式月台，向伊予西條的月台末端仍然保留有島式月台欄杆的痕跡，但相關路軌早已撤去，而該路段亦早已被填高。

### 月台配置
| 月台 | 路線    | 方向 | 目的地                   | 備註                                   |
| ---- | ------- | ---- | ------------------------ | -------------------------------------- |
| 1    | ■予讚線 | 下行 | 伊予西條、松山方向       | 主要發車月台，特急列車及貨車通過月台。 |
| 1    | ■予讚線 | 上行 | 觀音寺、多度津、高松方向 | 主要發車月台，特急列車及貨車通過月台。 |
| 2    | ■予讚線 | 上行 | 觀音寺、高松方向         | 一天三班，避車時才使用。               |
| 2    | ■予讚線 | 下行 | 松山方向                 | 一天三班，避車時才使用。               |

## 歷史
- 1921年9月21日：開業。
- 1987年4月1日：日本國鐵分割民營化，車站經營權由JR四國繼承。

## 利用狀況
| 乗車人員推算 | 乗車人員推算    |
| 年度         | 1日平均上落人數 |
| ------------ | --------------- |
| 2003         | 219             |
| 2004         | 193             |
| 2005         | 212             |
| 2006         | 218             |
| 2007         | 205             |
| 2008         | 197             |
| 2009         | 210             |
| 2010         | 212             |
| 2011         | 210             |
| 2012         | 187             |
| 2013         | 192             |
| 2014         | 188             |
| 2015         | 178             |
| 2016         | 181             |
| 2017         | 210             |
| 2018         | 222             |

## 相鄰車站
四國旅客鐵道
■予讚線
■快速「Sunport」、■普通
新居濱（Y29）－中萩（Y30）－伊予西條（Y31）

## 外部連結
- JR四國中萩站官方發車時間表。 （页面存档备份，存于）